# Pseudoschoenionta libellula
Pseudoschoenionta libellula är en skalbaggsart som först beskrevs av Jordan 1894.  Pseudoschoenionta libellula ingår i släktet Pseudoschoenionta och familjen långhorningar. Inga underarter finns listade i Catalogue of Life.